# Knösö naturreservat
Knösö naturreservat ligger på halvön Knösö söder om Lyckeby i Karlskrona kommun. 
Reservatet är skyddat sedan 1982 och omfattar 67 hektar varav 32,5 ha är landareal. Här finns kuperad terräng med hällmarker, hagmarker och lummig skog.